# Fatehpur (stad)
Fatehpur is een stad en gemeente in de Indiase staat Uttar Pradesh. Het is de hoofdstad van het gelijknamige district Fatehpur. De stad is gelegen tussen de steden Kanpur en Prayagraj.

## Demografie
Volgens de Indiase volkstelling van 2001 wonen er 151.757 mensen in Fatehpur, waarvan 53% mannelijk en 47% vrouwelijk is. De plaats heeft een alfabetiseringsgraad van 62%.